# (175259) Offenberger
(175259) Offenberger est un astéroïde de la ceinture principale.

## Description
(175259) Offenberger est un astéroïde de la ceinture principale. Il fut découvert le 10 mai 2005 à l'observatoire de Saint-Sulpice par Bernard Christophe. Il présente une orbite caractérisée par un demi-grand axe de 3,16 UA, une excentricité de 0,24 et une inclinaison de 10,7° par rapport à l'écliptique.

## Compléments